# Adam Krzeptowski
Adam Krzeptowski (Zakopane, 17 luglio 1898 – Katowice, 21 febbraio 1961) è stato un fotografo, regista e attore cinematografico polacco (al momento della sua nascita tuttavia Katowice faceva parte dell'Impero austro-ungarico).

## Biografia
Adam Krzeptowski ha frequentato le scuole Państwową Szkoła e Wyższa Szkoła Realna di Cracovia, ottenendo la maturità nel 1916. Si è quindi spostato a Vienna per iniziarvi lo studio delle belle arti.
Nel 1917 si è arruolato nell'esercito austro-ungarico; distaccato presso le forze di riserva a Cracovia, ha studiato al Wyższe Studium Handlowe (attualmente Università di economia di Cracovia).
Nel 1922 si è trasferito nella città natale di Zakopane per aprirvi un laboratorio di fotografia, e ha cominciato ad interessarsi di cinema. Dopo la realizzazione di alcuni cortometraggi documentari Krzeptowski ha girato i due lungometraggi considerati i suoi principali: Biały ślad nel 1932 e Zamarłe echo nel 1934. In questi film vengono impiegati come attori alcuni noti atleti polacchi di sport invernali, anche olimpionici (come suo fratello Andrzej Krzeptowski I, Stanisław Marusarz, Bronisław Czech e altri) e persone comuni facenti parte del gruppo etnico dei Górale, ai tempi stanziati nella Polonia meridionale. Biały ślad è stato presentato alla Mostra internazionale d'arte cinematografica di Venezia. Anche Adam Krzeptowski praticava lo sci, ed era membro della società ginnastica polacca Sokół.
In seguito, e fino al 1940, sono attestate alcune partecipazioni di Krzeptowski come direttore della fotografia in film di altri registi.
Con lo scoppio della seconda guerra mondiale lo studio fotografico è stato chiuso. Nell'ambito del tentativo operato dagli occupanti tedeschi di guadagnarsi la collaborazione dei Górale, al cui ambiente Krzeptowski era rimasto legato, egli ha lavorato come insegnante della lingua propria dell'etnia presso la Zespół Szkół Plastycznych di Zakopane , rinominata, sotto l'occupazione, Berufsfachschule für Goralische Volkskunst ("Scuola professionale per l'arte popolare dei Górale). Dopo l'occupazione Krzeptowski si è stabilito a Piechowice, nel distretto di Jelenia Góra.
Nel 1946 è stato arrestato dal servizio di sicurezza instaurato da Stalin per sradicare ogni sentimento anti-comunista in Polonia e condotto a Cracovia. L'inchiesta sugli organizzatori del movimento collaborazionista dei Górale, condotta dal 1945 al 1949 si è conclusa con l'assoluzione degli imputati, e Krzeptowski è potuto tornare a Piechowice. Nel 1955 si è infine trasferito a Płaza, nel circondario di Chrzanów.

## Filmografia
- Z Tatr, cortometraggio documentario, regia propria (1930)
- Zima w Zakopanem, cortometraggio documentario, regia (1931)
- Biały ślad, regia, fotografia, attore (1932)
- Wiosna narciarzy, regia, fotografia (1934)
- Zamarłe echo, regia, fotografia (1934)
- Il giorno della grande avventura (Dzień wielkiej przygody), regia di Józef Lejtes, direttore della fotografia (1935)
- Sportowiec mimo woli, regia di Mieczysław Krawicz, direttore della fotografia (1939)